# ティム・ロス
ティム・ロス（Tim Roth, 1961年5月14日 - ）は、イギリスの俳優・映画監督。

## 来歴

### 生い立ち
ロンドン出身。本名はティモシー・サイモン・ロス（Timothy Simon Roth）。父は、ジャーナリストで、70年代まで熱心なイギリス共産党員だった（すでに死去）。母は、小学校教師で風景画家。父はもともとスミス姓のアイルランド系イギリス人だったが（生まれはブルックリンでのちにイギリスへ移住）、17歳で従軍した第二次世界大戦後、Rothという姓に変えた。それがドイツ系ユダヤ人の苗字だったのは、ティムの推測によると、戦時中に殺された多くのユダヤ人への追悼の念からであろうという。このため、ティムはユダヤ人ではないにも拘らず「恐ろしく多くのユダヤ教の式典に招かれた」と語っている。

### キャリア

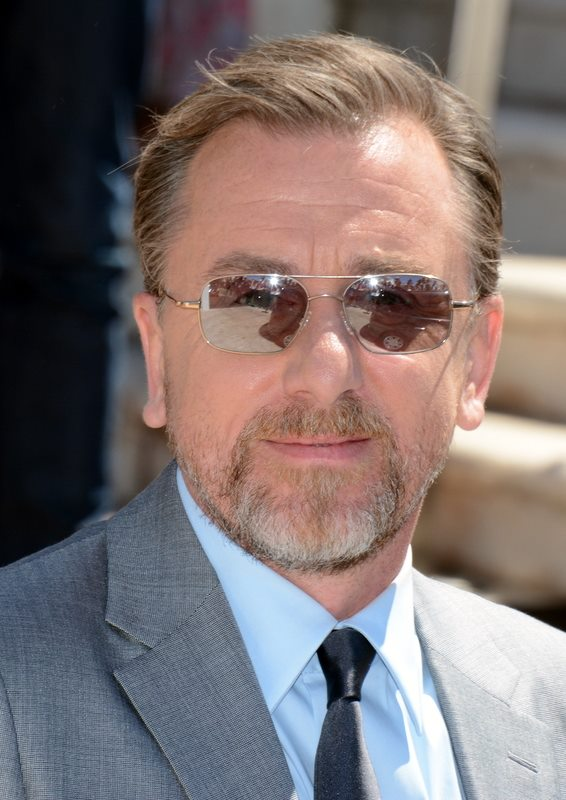
2014年

高校時代に学校劇のオーディションに受かり、主役を演じたことで演技に興味を持つようになる。高校卒業後は、ロンドン芸術大学キャンバーウェル・カレッジ・オブ・アーツに入学し彫刻を専攻していたが、演技への情熱が強くなり、大学を退学して俳優を志す。小劇団に参加し、演劇学校には通っていない。1983年に映画デビュー。
長年売れない俳優であったが、1992年にクエンティン・タランティーノ監督のデビュー作である『レザボア・ドッグス』で準主役のMr.オレンジ役、2年後に同監督出世作となる『パルプ・フィクション』ではオープニングとラストに登場するダイナーのカップル強盗の役を演じ、注目される。
1995年公開の『ロブ・ロイ/ロマンに生きた男』では英国アカデミー賞 助演男優賞を受賞、アカデミー助演男優賞にノミネートされた。1998年には大作映画『海の上のピアニスト』で主演。同年には『素肌の涙』で映画監督デビューを果たし、ヨーロッパ映画賞ディスカバリー賞を受賞する。
2001年には『PLANET OF THE APES/猿の惑星』で特殊メイクをして猿のボスを演じ、話題になった。またこの作品に出演するため、『ハリー・ポッターと賢者の石』のセブルス・スネイプ役へのオファーを断っている。

### 私生活
前妻との間に1984年生まれの一男がいる。1993年にファッションデザイナーのニッキー・バトラーと結婚、2人の息子が誕生している。右腕に家族の名前などの入れ墨を5箇所入れている。
2022年10月31日に俳優のティム・ロスと家族は声明を発表、息子で作曲家、ギタリストとして活躍していたコーマック・ロスが10月16日に亡くなったことを明らかにした。コーマックは2021年11月にステージ3の胚細胞腫瘍であることをSNSで公表していた。

## 出演作品

### 映画
| 年   | 題名                                                                           | 役名                                      | 備考                                                               | 吹き替え           |
| ---- | ------------------------------------------------------------------------------ | ----------------------------------------- | ------------------------------------------------------------------ | ------------------ |
| 1982 | Made in Britain                                                                | Trevor                                    | テレビ映画                                                         | N/A                |
| 1984 | 殺し屋たちの挽歌 The hit                                                       | マイロン                                  | 日本劇場未公開                                                     |                    |
| 1988 | ワールド・アパート A World Apart                                               |                                           | ハロルド                                                           |                    |
| 1988 | ワルシャワの悲劇 神父暗殺 To kill a priest                                     | フェリックス                              | 日本劇場未公開                                                     |                    |
| 1989 | コックと泥棒、その妻と愛人 The Cook the Thief His Wife & Her Lover             | ミッチェル                                |                                                                    | 桐本琢也           |
| 1990 | ゴッホ Vincent & Theo                                                          | ヴィンセント・ヴァン・ゴッホ              |                                                                    |                    |
| 1990 | ローゼンクランツとギルデンスターンは死んだ Rosencrantz & Guildenstern Are Dead | ギルデンスターン                          | 大平サブロー                                                       |                    |
| 1992 | レザボア・ドッグス Reservoir Dogs                                              | Mr. オレンジ / フレディ・ニューエンダイク | 安原義人                                                           |                    |
| 1992 | ブロンクス 破滅の銃声 Jumpin' at The boneyard                                  | マニー                                    | 日本劇場未公開                                                     | 大塚芳忠           |
| 1993 | 恋愛の法則 Bodies, Rest & Motion                                               | ニック                                    |                                                                    |                    |
| 1993 | マーダー Murder in the heartland                                               | チャールズ・スタークウェザー              | テレビ映画                                                         |                    |
| 1993 | 真・地獄の黙示録 Heart of darkness                                             | マーロウ                                  | テレビ映画                                                         |                    |
| 1994 | パルプ・フィクション Pulp Fiction                                              | パンプキン                                |                                                                    | 安原義人           |
| 1994 | リトル・オデッサ Little Odessa                                                 | ジョシュア・シャピラ                      |                                                                    |                    |
| 1994 | 愛に囚われて The captives                                                      | フィリップ                                |                                                                    |                    |
| 1995 | フォー・ルームス Four Rooms                                                    | テッド                                    | 田代まさし                                                         |                    |
| 1995 | ロブ・ロイ/ロマンに生きた男 Rob Roy                                            | アーチボルト・カニンガム                  | 英国アカデミー賞 助演男優賞 受賞 アカデミー助演男優賞 ノミネート   | 堀内賢雄           |
| 1996 | 孤独の絆 No Way Home                                                           | ジョーイ                                  | 別題『ノー・ウェイ・ホーム/孤独の絆』                              | 平田広明           |
| 1996 | 世界中がアイ・ラヴ・ユー Everyone Says I Love You                              | チャールズ・フェリー                      |                                                                    | 田中正彦           |
| 1997 | グリッドロック Gridlock'd                                                      | アレクサンダー・ローランド（ストレッチ）  | 矢尾一樹                                                           |                    |
| 1997 | 奴らに深き眠りを Hoodlum                                                       | ダッチ・シュルツ                          | 日本劇場未公開                                                     | 牛山茂             |
| 1997 | ライアー Deceiver                                                              | ウェイランド                              |                                                                    | 大塚芳忠           |
| 1997 | 夢の旅路 Animals with the Tollkeeper                                           | ヘンリー                                  | 安原義人                                                           |                    |
| 1998 | 海の上のピアニスト La Leggenda del pianista sull'oceano                        | 1900                                      | 三木眞一郎（VHS・DVD版） 日野聡（BD版） 宮本充（テレビ東京版）     |                    |
| 1999 | 素肌の涙 The War Zone                                                          | N/A                                       | 監督                                                               | N/A                |
| 2000 | ミリオンダラー・ホテル The Million Dollar Hotel                                | イジー・ゴールドキス                      | クレジットなし                                                     | 藤原啓治           |
| 2000 | 宮廷料理人ヴァテール Vatel                                                     | ローザン侯爵                              |                                                                    | 家中宏             |
| 2000 | ブレッド&ローズ Bread and Roses                                                | パーティのゲスト、本人として              |                                                                    |                    |
| 2000 | ラッキー・ナンバー Lucky Numbers                                               | ギグ                                      | 小山力也                                                           |                    |
| 2001 | PLANET OF THE APES/猿の惑星 Planet of the Apes                                 | セード                                    | 山路和弘（ソフト版） 小山力也（日本テレビ） 江原正士（機内上映版） |                    |
| 2001 | 神に選ばれし無敵の男 Invincible                                                | ハヌッセン                                |                                                                    |                    |
| 2001 | ヤング・ブラッド The musketeer                                                 | フェブル                                  | 山路和弘                                                           |                    |
| 2002 | 72時間 Emmett's Mark                                                           | ジョン・ハレット / フランク・ドウヤー     | 日本劇場未公開                                                     | 安原義人           |
| 2003 | クロムウェル〜英国王への挑戦〜 To Kill a King                                  | オリヴァー・クロムウェル                  | 日本劇場未公開                                                     |                    |
| 2005 | アメリカ、家族のいる風景 Don't come knocking                                   | サター                                    |                                                                    |                    |
| 2005 | ダーク・ウォーター Dark Water                                                  | ジェフ・プラッツァー弁護士                | 安原義人                                                           |                    |
| 2005 | The Last Sign ザ・ラスト・サイン The Last Sign                                 | ジェレミー                                | 日本劇場未公開                                                     |                    |
| 2006 | ザ・ゲーム Even Money                                                          | ヴィクター                                | 日本劇場未公開                                                     |                    |
| 2006 | TSUNAMI 津波 Tsunami: The Aftermath                                            | ニック                                    | テレビ映画                                                         | （吹き替え版なし） |
| 2007 | コッポラの胡蝶の夢 Youth Without Youth                                         | ドミニク                                  |                                                                    | 内田直哉           |
| 2008 | ファニーゲーム U.S.A. Funny Games U.S.                                         | ジョージ                                  | 堀内賢雄                                                           |                    |
| 2008 | インクレディブル・ハルク The Incredible Hulk                                   | エミル・ブロンスキー / アボミネーション   | 檀臣幸                                                             |                    |
| 2009 | スケリグ Skellig                                                               | スケリグ                                  | テレビ映画                                                         |                    |
| 2009 | シーウルフ Sea Wolf                                                            | デス・ラーセン                            | テレビ映画                                                         | 板取政明           |
| 2009 | King Conqueror                                                                 | King Pedro II of Aragon                   |                                                                    | N/A                |
| 2010 | ピート・スモールズは死んだ! Pete Smalls Is Dead                                | ピート・スモールズ                        | （吹き替え版なし）                                                 |                    |
| 2012 | キング・オブ・マンハッタン 危険な賭け Arbitrage                                | マイケル・ブライヤー刑事                  | 木下浩之                                                           |                    |
| 2012 | ブロークン Broken                                                              | アーチー                                  | 日本劇場未公開                                                     | （吹き替え版なし） |
| 2013 | メビウス Möbius                                                                | イワン・ロストフスキー                    | 日本劇場未公開                                                     | （吹き替え版なし） |
| 2013 | ヒットマン レクイエム The Liability                                            | ロイ                                      | 日本劇場未公開                                                     | （吹き替え版なし） |
| 2014 | グレース・オブ・モナコ 公妃の切り札 Grace of Monaco                            | レーニエ3世                               |                                                                    | 郷田ほづみ         |
| 2014 | グローリー/明日への行進 Selma                                                  | ジョージ・ウォレス                        | 山本兼平                                                           |                    |
| 2015 | 或る終焉 Chronic                                                               | デヴィッド                                | 日本での公開は2016年5月                                            | （吹き替え版なし） |
| 2015 | ヘイトフル・エイト The Hateful Eight                                           | オズワルド・モブレー                      |                                                                    | 大滝寛             |
| 2015 | バッド・バディ! 私と彼の暗殺デート Mr. Right                                   | ホッパー                                  | 木下浩之                                                           |                    |
| 2015 | ハードコア Hardcore Henry                                                      | ヘンリーの父                              | 日本での公開は2017年4月                                            | 安原義人           |
| 2017 | 1 Mile to You                                                                  | Coach Jared                               |                                                                    | N/A                |
| 2017 | 母という名の女 Las hijas de Abril                                              | N/A                                       | 製作総指揮                                                         | N/A                |
| 2018 | Mr.&Mrs.フォックス The Con Is On                                               | ピーター・フォックス                      |                                                                    | 安原義人           |
| 2018 | リベンジ・チェイス 決着の荒野 The Padre                                        | 神父                                      | 日本劇場未公開                                                     | 家中宏             |
| 2019 | ルース・エドガー Luce                                                          | ピーター・エドガー                        |                                                                    | （吹き替え版なし） |
| 2019 | ワンス・アポン・ア・タイム・イン・ハリウッド Once Upon a Time in Hollywood     | アモス・ラッセル                          | 出演シーンカット                                                   | N/A                |
| 2019 | 天才ヴァイオリニストと消えた旋律 The Song of Names                             | マーティン・シモンズ                      |                                                                    | （吹き替え版なし） |
| 2021 | ザ・ミスフィッツ The Misfits                                                   | シュルツ                                  | 牛山茂                                                             |                    |
| 2021 | ベルイマン島にて Bergman Island                                                | トニー                                    | （吹き替え版なし）                                                 |                    |
| 2021 | シャン・チー/テン・リングスの伝説 Shang-Chi and the Legend of the Ten Rings    | アボミネーション                          | 声の出演（クレジットなし）                                         | （台詞なし）       |
| 2021 | Sundown                                                                        | ニール                                    |                                                                    | N/A                |
| 2022 | Resurrection                                                                   | デヴィッド                                | N/A                                                                |                    |
| 2022 | ノー・セインツ 報復の果て There Are No Saints                                  | カール・エイブラハムズ                    | 鶴岡聡                                                             |                    |
| 2022 | Punch                                                                          | スタン                                    | N/A                                                                |                    |
| 2024 | Poison                                                                         | ルーカス                                  |                                                                    |                    |
| 2024 | ラスト・エージェント 最高機密プロトコル Classified                             | ケヴィン・アングラー                      | 日本劇場未公開                                                     |                    |
| 2025 | Tornado                                                                        | シュガーマン                              |                                                                    |                    |
| TBA  | The Immortal Man                                                               |                                           | Netflixオリジナル映画                                              |                    |

### テレビシリーズ
| 放映年    | 題名                                                  | 役名                                    | 備考                                      | 吹き替え           |
| --------- | ----------------------------------------------------- | --------------------------------------- | ----------------------------------------- | ------------------ |
| 1983      | Not Necessarily the News                              | Gay Man                                 | 計1話出演                                 | N/A                |
| 1986      | King of the Ghetto                                    | Matthew Long                            | 計4話出演                                 | N/A                |
| 1991      | ハリウッド・ナイトメア Tales from the Crypt           | ジャック・クレイグ                      | シーズン3第8話「殺人画家 血染めの展覧会」 |                    |
| 2009-2011 | ライ・トゥ・ミー 嘘は真実を語る Lie to Me             | カル・ライトマン博士                    | 計48話出演                                | 平田広明           |
| 2014      | クロンダイク・ゴールドラッシュ Klondike               | 伯爵                                    | ミニシリーズ、計6話出演                   | 不明               |
| 2016      | リリントン・プレイス エヴァンス事件 Rillington Place  | ジョン・レジナルド・クリスティ          | 計3話出演                                 | （吹き替え版なし） |
| 2017      | ツイン・ピークス The Return Twin Peaks                | ゲイリー・“ハッチ”・ハッチンズ          | 計5話出演                                 | 牛山茂             |
| 2017-2020 | Tin Star -もう一人の俺- Tin Star                      | ジム・ワース / ジャック・デヴリン       | 計25話出演                                | （吹き替え版なし） |
| 2022      | シー・ハルク:ザ・アトーニー She-Hulk: Attorney at Law | エミル・ブロンスキー / アボミネーション | Disney+オリジナル作品                     | 三木眞一郎         |

## 日本語吹き替え
『レザボア・ドッグス』で安原義人が初担当となって以降は安原が吹き替えで起用される頻度が高い。